# 迪米斯·卢索斯
迪米斯·卢索斯（1946年6月15日—2015年1月25日）是一位希腊歌手、艺人。他在1970年代曾同范吉利斯一起，为摇滚乐队愛神之子的成员。随后，卢索斯脱团成为独唱歌手，并刷新了国际唱片发行记录。，2015年因胰臟癌去世，享年68歲。
卢索斯在全球的唱片发行量超过6000万张，被称为“難以置信地卡夫坦服飾風格的性感象徵”（an unlikely kaftan-wearing sex symbol）。